# 미국의 현대 자유주의
미국의 현대 자유주의(영어: Modern liberalism in the United States)는 미국에서 지배적인 위치를 가지고 있는 사회자유주의의 한 형태이다. 미국의 현대 자유주의에는 사회자유주의와 사회정의, 그리고 혼합경제에 대한 지지가 포함되어 있다. 미국의 현대 자유주의는 시어도어 루스벨트가 주장한 신국민주의, 프랭클린 D. 루스벨트의 뉴딜 정책, 존 F. 케네디의 뉴프런티어, 린든 B. 존슨의 위대한 사회 등의 정책과 주장에 뿌리를 두고 있다. 미국의 현대 자유주의 철학에서는 교육, 의료, 복지에 대한 정부지출을 강하게 지지한다. 최근의 중요한 사회적 이슈에는 소수자 선거권, 불평등, 여성 권익, 동성 결혼과 이민 개혁에 대한 지지 등이 포함된다.

## 같이 보기
- 경제적 진보주의
- 뉴딜 정책
- 사회자유주의